# 柳河村
柳河村（やながわそん）は、茨城県那珂郡にかつて存在した村である。

## 地理
- 現在の水戸市の東部に位置する。
- 村域はほとんど平地になっている。
- 村は那珂川の南岸に位置する。

## 歴史
村名は青柳村の柳、下河内村・中河内村・上河内村の河を組み合わせて柳河村となった。
旧村域には住所名として柳河町（やなかわちょう）が起立され、村名を受け継いでいる。

### 村域の変遷
- 1889年（明治22年）4月1日 - 町村制施行により、青柳村・上河内村・中河内村・下河内村が合併し那珂郡柳河村が発足。
- 1955年（昭和30年）4月1日 - 東茨城郡渡里村・上大野村・吉田村・酒門村（若宮を除く）・河和田村の一部（赤塚）とともに水戸市に編入され消滅。
- 1969年（昭和44年） - 旧村域の一部（上河内の一部）が那珂町に編入。
- 1970年（昭和45年） - 旧村域の一部（青柳の一部）が那珂町と勝田市のそれぞれに編入。

変遷表
| 1868年 以前 | 1868年 以前   | 明治22年 4月1日 | 昭和30年 4月1日 | 昭和44年 | 昭和45年      | 現在         |
| ----------- | ------------- | --------------- | --------------- | -------- | ------------- | ------------ |
|             | 青柳村        | 柳河村          | 水戸市 に編入   | 水戸市   | 勝田市 に編入 | ひたちなか市 |
|             | 青柳村        | 柳河村          | 水戸市 に編入   | 水戸市   | 那珂町 に編入 | 那珂市       |
|             | 青柳村        | 柳河村          | 水戸市 に編入   | 水戸市   | 水戸市        | 水戸市       |
|             | 上河内村      | 柳河村          | 水戸市 に編入   | 水戸市   | 水戸市        | 水戸市       |
|             | 中河内村      | 柳河村          | 水戸市 に編入   | 水戸市   | 水戸市        | 水戸市       |
|             | 下河内村      | 柳河村          | 水戸市 に編入   | 水戸市   | 水戸市        | 水戸市       |
|             | 那珂町 に編入 | 柳河村          | 水戸市 に編入   | 那珂町   | 那珂市        |              |

## 大字
- 青柳（あおやぎ）
- 上河内（かみがち）
- 中河内（なかがち）
- 下河内（しもがち）

## 人口・世帯

### 人口
総数 [単位： 人]
| 1891年（明治24年） | 1,964 |
| 1920年（大正 9年） | 2,037 |
| 1935年（昭和10年） | 2,354 |
| 1950年（昭和25年） | 3,144 |

### 世帯
総数 [単位： 世帯]
| 1920年（大正 9年） | 410 |
| 1935年（昭和10年） | 455 |
| 1950年（昭和25年） | 588 |

## 交通

### 鉄道
- 日本国有鉄道（現・東日本旅客鉄道）
  - ■水郡線
    - 常陸青柳駅

### 道路
- 二級国道
  - 国道118号

## その他
茨城県の自治体では「村」を「むら」と読むのが標準的であるが、当村は例外的に「そん」と読ませていた。同様に、「町」は「まち」と読むのが標準的であるが、例外的に「ちょう」と読ませていた自治体に多賀郡多賀町（たがちょう、現日立市）がある。